# Гай Туллій Капітон Помпоніан Плотій Фірм
Гай Туллій Капітон Помпоніан Плотій Фірм (лат. Gaius Tullius Capito Pomponianus Plotius Firmus; ? — після 84) — державний діяч Римської імперії, консул-суффект 84 року.

## Життєпис
Походив з роду Плотіїв Фірмів. Замолоду був усиновлений Гаєм Туллієм Капітоном. Про початок кар'єри немає відомостей. Вже у 60-х роках був сенатором. У 68 році імператор Гальба призначив його очільником вігілів (на кшталт поліції). Імператор Отон призначив Фірма префектом преторія.  Зумів зберегти життя за імператора Вітеллія, а згодом перейшов на бік імператора Веспасіана.
За імператора Доміціана у 84 році призначено консулом-суффектом разом з Гаєм Корнелієм Галліканом. Про подальшу долю нічого невідомо.